# Chimano
Willis Austin Chimano (n. 9 de julio de 1987), conocido profesionalmente como Chimano, es un cantante y compositor keniano que ganó reconocimiento como miembro de la banda Sauti Sol. Su primer EP como solista, Heavy is the Crown, fue lanzado en 2022.

## Biografía
Realizó sus estudios secundarios en la Upper Hill High School de Nairobi, donde perteneció al Redfourth Chorus junto con dos compañeros que posteriormente serían parte junto a él de la banda Sauti Sol, Bien y Savara. Posteriormente ingresó a la Universidad de Nairobi para realizar estudios de pregrado en periodismo y estudios de la comunicación.

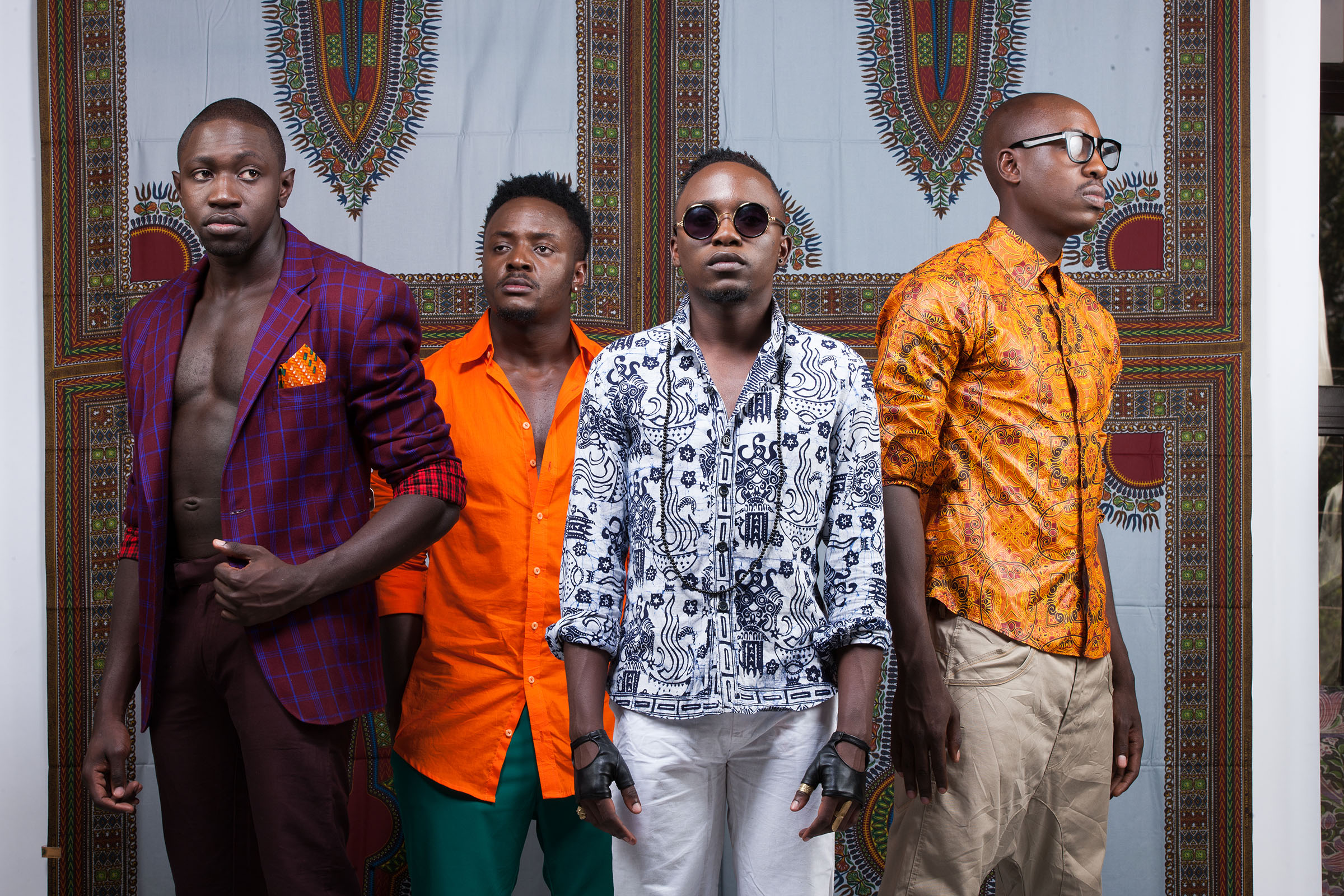
Miembros de Sauti Sol en 2013.

En 2005, Chimano y otros compañeros crearon la banda musical Sauti Sol, que con el tiempo se convirtió una de las más famosas bandas masculinas africanas de su tiempo y que en 2016 ganó un premio en los MTV Africa Music Awards.
En 2021, Chimano salió del armario como persona gay en una entrevista con el diario keniano de distribución masiva The Standard. En su declaración, Chimano afirmó que lo hacía porque estaba cansado de esconder su identidad. Los fanáticos de la banda tomaron su salida del armario de forma positiva y como un paso importante en la representación de las personas LGBT en el país.
El primer álbum de Chimano, Heavy is the Crown, se lanzó en 2022. Este proyecto de siete canciones explora temas como la identidad, el amor propio y la autoaceptación. Ese mismo año, Chimano anunció sus planes de presentar su primer concierto en solitario, con el nombre de Festival del Amor y la Armonía. El evento, programado para el Junction Mall, estaba dedicado a celebrar el amor, la armonía, la inclusión y la diversidad. Sin embargo, la policía canceló el evento por razones de seguridad, lo que desató controversia en redes sociales. El mismo Chimano criticó el accionar de la policía y mencionó que tampoco dejaron realizar el concierto en otro lugar.
En 2024, Chimano lanzó los sencillos «Fashion» y «Do You Remember». Este último tema profundiza en el autodescubrimiento y la confianza en el propio camino. En noviembre del mismo año, lanzó el sencillo «Monster», que se ha descrito como una «canción afro-house/dance para sentirse bien». El tema explora temas de autoestima, empoderamiento y resiliencia.

## Discografía
- Heavy is the Crown (2022)